# Teodorico VI de Holanda
Teodorico VI de Holanda, nacido en  La Haya hacia 1114 y muerto el 5 de agosto de 1157, fue  conde de Holanda desde 1122 a 1157. Era hijo de Florencio II, conde de Holanda, y de Petronila de Lorena.

## La regencia de Petronila
Teodorico sucedió a su padre a los siete años de edad; pero durante su minoría ejerció la regencia su madre, Petronila. Era una de estas mujeres ambiciosas, a quienes el coraje para hacerlo todo a menudo hace las veces de capacidad. Sin embargo, durante algunos años gobernó con acierto y defendió valerosamente los derechos de su hijo.
En 1123, poco después de la muerte de su marido, Petronila se alzó en armas contra el emperador Enrique V, pues rehusaba rendirle homenaje como condesa de Holanda y apoyó al que luego fue emperador Lotario II en su revuelta contra Enrique V. Éste invadió Holanda a la cabeza de un fuerte ejército y obligó a Petronila a reconocerle como soberano y rendirle vasallaje.
Petronila se vio forzada a ceder durante un tiempo; pero no perdió ocasión de engrandecer las posesiones de su hijo. Ésta se presentó en 1125 con la muerte de Enrique V al sucederle Lotario II. La circunstancia era demasiado favorable para desaprovecharla. Las desavenencias que durante un siglo habían enfrentado a los emperadores con los condes de Holanda, pronto dio paso a la más estrecha unión.  Así consiguió de Lotario la incorporación a Holanda de los condados de Oostergo y Westergo en Frisia, que los obispos de Utrech, apoyados por el favor de los emperadores precedentes, habían desmembrado para anexionarlos a su diócesis.
Petronila deseaba también ver a su hijo como conde de Flandes. Carlos el Bueno, acababa de ser asesinado en Brujas sin dejar herederos directos que pudieran sucederle. Varios competidores se presentaron y la condesa de Holanda, que pretendía que su hijo tenía derechos sobre el condado de Flandes, prodigó inmensas sumas de dinero y puso en juego todos sus resortes para procurarse la investidura de su hijo Teodorico en este condado. 
Pero no fue tan afortunada como con el asunto de los condados de Frisia. Aunque varios nobles flamencos apoyaban la candidatura de Teodorico VI, una facción contraria hizo correr secretamente el rumor de que Luis VI el Gordo, rey de Francia, que consideraba a Flandes como un feudo de su reino, había prometido el condado a Guillermo, señor de Ypres. Esta artimaña aturdió bastante a los partidarios de Teodorico enfriándolos en su favor, al punto que estimaron mejor abandonar su causa que enfrentarse a las tropas del rey de Francia, el cual, sin embargo, no concedió el ducado a Guillermo de Ypres sino a Guillermo de Normandía.

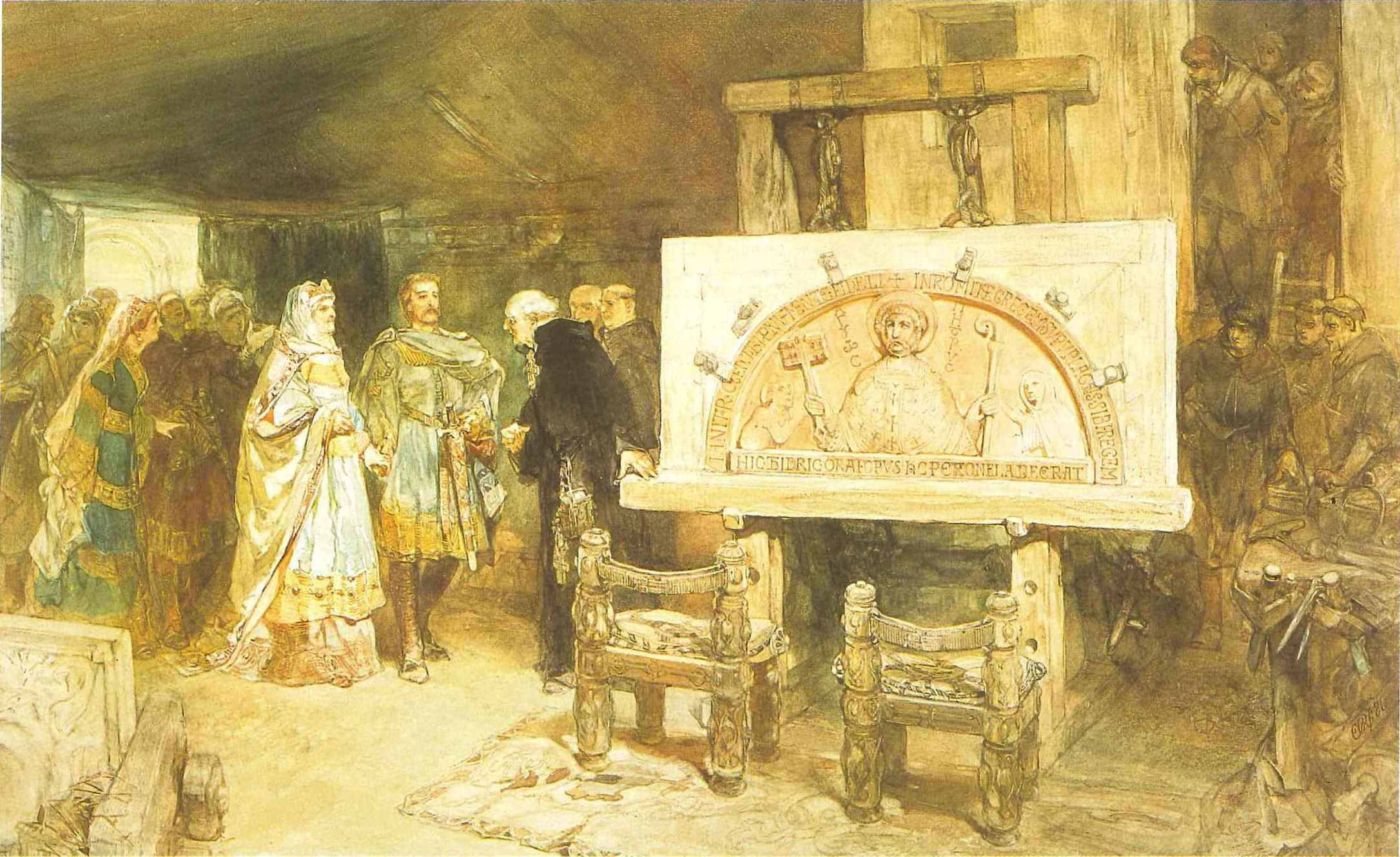
El mecenas: Teodorico VI y su madre visitan el taller de la abadía de Egmond (Ch. Rochussen, 1881)

## La sublevación de Florencio el Negro
Teodorico alcanzaba la mayoría de edad y se preparaba para tomar por sí mismo las riendas del gobierno. Pero hacia 1130, su hermano, conocido como Florencio el Negro se sublevó contra él con el apoyo de fuerzas pertenecientes al Kennemerland y a la Frisia occidental. Las hostilidades duraron casi dos años; pero con el arbitraje del emperador los dos hermanos se reconciliaron y concluyeron un tratado por el que cada una se retiraba a sus dominios y permanecían en paz.
Sin embargo, Florencio el Negro no sobrevivió mucho a este el tratado. Habiendo pretendido casarse con Edwige, hija única del señor de Rechem, en el país de la Mark, el señor de Arendsberg, tutor de la dama, se opuso. Florencio, apoyado bajo mano por el emperador y por algunos parientes de Edwige, invadió las tierras de Arendsberg causando grandes estragos. Esta violencia encolerizó al tutor, quien acompañado de su hermano, el señor de Kuik, encontró a Florencio en una partida de caza, cerca de Abstede, en los alrededores de Utrech, y atacándole por sorpresa le mató.

## La Guerra con el obispado de Utrech
En 1138, Teodorico VI se ve envuelto en una guerra con Herberto, obispo de Utrech. Aunque los motivos de esta guerra no son bien conocidos, se conjetura con bastante fundamento que la secesión de los condados de Oostergo y Westergo, escindidos de nuevo de Holanda por el emperador Lotario a favor del obispo de Utrech, fue la principal causa. El conde asedió enseguida la ciudad obispal y se aprestó a tomarla al asalto; pero fue detenido por una piadosa astucia del obispo. El prelado en hábitos pontificales, seguido de todo su clero, salió de las murallas y osó amenazar a Teodorico y a los suyos con los rayos de la excomunión, si tenía la audacia de continuar el sitio. El conde quedó tan espantado, que detuvo el combate al momento, y con la cabeza y los pies desnudos cayó de rodillas ante el temerario prelado y le pidió perdón por haberle ofendido. 
Herberto, como prenda de que la ofensa del conde le había sido perdonada, le dio el ósculo de paz y la reconciliación fue tan sincera entre estos dos enemigos que, hasta su muerte, vivieron en la más perfecta armonía.

## Viaje a Tierra Santa
En 1139, con las disputas resueltas, Teodorico decidió viajar a Tierra Santa. Tomó la ruta de Roma y, habiendo visitado al papa Inocencio II, obtuvo de este pontífice que las abadías de Egmond y Rinsburgo no dependieran más del obispado de Utrech, pasando de hacerlo directamente de la Santa Sede. 
A su vuelta de Palestina se encontró con que su amigo el obispo Herberto había muerto y la iglesia de Utrech se hallaba en pleno cisma para la elección del nuevo prelado. Teodorico tomó las armas a favor de Herman de Hoorn y forzó a los de Utrech a reconocerlo como obispo legítimo.
Para ello contó también con la ayuda del emperador Conrado III a quien había apoyado tras la muerte de Lotario II.

## Matrimonio y descendencia
Teodorico se casó antes de 1137 con Sofía de Rheineck (1117 † 1176), heredera de Bentheim, hija de Otón de Luxembourgo-Salm, conde palatino del Rin, conde de Bentheim y de Rheineck. Tuvieron siete hijos:
- Teodorico (1139, † 1151) conocido como "Pilgrim" (peregrino)
- Florencio III (1141 † 1190), conde de Holanda
- Otón I, conde de Bentheim
- Balduino († 1196), obispo de Utrech
- Teodorico († 1197), obispo de Utrecht
- Roberto († 1190)
- Sofía, abadesa en 1200

Teodorico VI tuvo también varios hijos ilegítimos.